# De Vermis Mysteriis
De Vermis Mysteriis ("Misteri del verme") è un grimorio immaginario creato da Robert Bloch e incorporato da H. P. Lovecraft nell'universo immaginario del Ciclo di Cthulhu.

## Storia
Il libro appare per la prima volta nel racconto di Bloch L'orrore dalle stelle (The Shambler from the Stars, 1935), in cui un personaggio legge un passaggio dal libro e accidentalmente evoca una creatura di un'altra dimensione.
Bloch, allora adolescente, era in corrispondenza con Lovecraft, prima della sua pubblicazione, in parte per ottenere il permesso di uccidere un personaggio creato dal vecchio scrittore. Mentre dava la sua approvazione entusiasta, Lovecraft suggeriva anche che il libro contenuto nella storia, nominato da Bloch come Mysteries of the Worm, fosse citato invece dall'equivalente latino De Vermis Mysteriis.
Lovecraft suggerì a Bloch l'espressione latina da usare come un'invocazione dal libro: "Tibi, magnum Innominandum, signa stellarum nigrarum et bufoniformis Sadoquae sigillum", che può essere tradotto come "Per te, il grande Non-deve-essere-Nominato, segni delle stelle nere e il sigillo dello Sadoquae a forma di rospo".

## Ludwig Prinn
Ne L'orrore dalle stelle, De Vermis Mysteriis è descritto come opera di Ludwig Prinn, un "alchimista, negromante, [e] mago reputato" che "si vantava di aver raggiunto un'età miracolosa" prima di essere bruciato sul rogo a Bruxelles durante il culmine dei processi alle streghe (tra la fine del XV o l'inizio del XVI secolo).
Prinn, scrive Bloch, sostenne di essere stato catturato durante la nona crociata nel 1271 e attribuiva la sua conoscenza occulta allo studio con i "maghi della Siria" durante la sua prigionia. Bloch associa anche Prinn all'Egitto, scrivendo che "ci sono leggende tra i dervisci libici riguardanti le azioni del vecchio veggente ad Alessandria".
Al momento della sua esecuzione per stregoneria, Bloch fa vivere Prinn "tra le rovine di una tomba pre-romana che si trovava nella foresta vicino a Bruxelles". In questa foresta c'erano "vecchi altari pagani"; questi altari sono stati trovati con "macchie di sangue fresco" quando Prinn è arrestato.

## Contenuti
Nella sua prima apparizione, Bloch descrive il libro come contenente incantesimi, in particolare quelli che possono evocare strane entità. Uno di questi incantesimi, incluso in un "capitolo che riguarda i famigli". La storia nota anche che quel libro contiene riferimenti a "tali divinità divinatorie come Padre Yig, l'oscuro Han e Byatis con barba di serpente" - questa è stata la prima menzione di un'entità del ciclo di Cthulhu successivamente sviluppata da Ramsey Campbell.
In una serie successiva di storie dei miti di Cthulhu legate all'antico Egitto, Bloch approfondì i contenuti di De Vermis Mysteriis. "The Faceless God" (1936) fa notare che Prinn conosce Nyarlathotep, un'entità immaginaria appartenente al Ciclo di Cthulhu creata da Lovecraft. Vi sono altre opere di Bloch che fanno riferimento a capitoli del libro di Prinn in relazione a djinn, i segreti della setta degli Assassino, i miti delle leggende arabe, le pratiche dei culti dervisci. In queste storie si usa il libro di Prinn come strumento per fornire retroscena sui culti di Bubasti e Sobek e sul culto di Nyarlathotep del faraone Nephren-Ka.
In altri racconti horror, Bloch fa ancora occasionalmente riferimento al suo libro inventato. The Sorcerer's Jewel (1939) di Bloch menziona brevemente "il capitolo di Prinn sulla divinazione" come una potenziale fonte di informazioni sulla "stella di Sechmet", un cristallo misterioso. Il libro ha un ruolo più ampio in Black Bargain (1942).
Philtre Tip (1961) cita "Il grimorio di Ludvig Prinn, nell'edizione inglese", come fonte per la ricetta di una pozione d'amore.

## Lovecraft
Lovecraft, che si divertiva a inserire riferimenti alle creazioni inventate dei suoi amici nelle sue opere del ciclo di Cthulhu, ha più volte menzionato De Vermis Mysteriis nelle sue storie. Appare in L'abitatore del buio (The Haunter of the Dark), scritto come sequel del libro di Bloch The Shambler from the Stars, come un libro "infernale" trovato con altri testi proibiti nella Chiesa della Saggezza Stellata di Providence, nel Rhode Island. In "Il diario di Alonzo Typer", scritto come ghost writer da Lovecraft per William Lumley, fa anche parte di una biblioteca occulta nella casa di van der Heyl ad Attica, New York. E in "The Shadow Out of Time" di Lovecraft, il protagonista posseduto Wingate Peaslee legge una copia del libro posseduta dalla biblioteca della Miskatonic University.
In una lettera del 1936 al compianto scrittore Mythos Henry Kuttner, Lovecraft menzionò De Vermis Mysteriis come uno dei libri che "ripetono i segreti più infernali appresi dall'uomo primitivo".

## Citazioni successive
Robert M. Price suggerisce che Kuttner, dando il nome "Abigail Prinn" al cattivo del suo racconto "The Salem Horror", potrebbe aver suggerito che la strega di Salem Abigail fosse una discendente dello stregone di Bruxelles. In ogni caso, Kuttner cita esplicitamente il De Vermis Mysteriis nel suo racconto "Gli invasori" del 1939.
Nel suo racconto "L'avventura dei sei ragni d'argento" (1950), August Derleth include De Vermis Mysteriis tra un gruppo di volumi del ciclo di Cthulhu scoperti in un catalogo di libri dal suo personaggio Solar Pons, sebbene nel contesto della storia, tutti i libri si rivelino fittizi.
Sia Ludwig Prinn che il De Vermis Mysteriis sono menzionati in The Illuminatus! Trilogy (1975).
De Vermis Mysteriis è rappresentato in un racconto di Stephen King intitolato "Jerusalem's Lot" (1978), in cui il personaggio principale, Charles, tocca il libro e evoca un gigantesco verme bianco, che è stato adorato dai precedenti abitanti della città. È anche implicito che il libro sia stato trovato da Mark e Susan nel romanzo Salem's Lot. In un passaggio, Mark trova un libro nella casa di Marsten e chiede a Susan di tradurlo per lui. Non sa cosa dice, ma dice che è in latino, forse facendo riferimento al titolo del libro. 
Stephen King cita il libro anche nel romanzo “Revival”. 
De Vermis Mysteriis appare anche nel romanzo The Keep (1981) di F. Paul Wilson.
In Wilbur Whateley Waiting (1987) di Price, un personaggio si dichiara discendente sia da Ludvig che da Abigail Prinn.
Prinn e il suo libro appaiono entrambi nel romanzo del 1987 di Brian Lumley Lord of the Worms.
De Vermis Mysteriis appare nel videogioco del 1992 Alone in the Dark. A meno che il personaggio del giocatore sia in piedi su una tessera pentagramma, leggerlo comporterà la morte istantanea; un ulteriore avvertimento, in latino, è preposto al testo originale in riferimento a questo: "In nomine invocatoris, si non sanctificatus es, cave."
Nel racconto breve di Kim Newman The Gyspies in the Wood (2005), Charles Beauregard, un agente del Diogene Club, afferma di possedere una copia del libro.
In Dracula 3: The Path of the Dragon una copia del De Vermis Mysteriis può essere trovata mentre guardi i molti libri nelle sezioni delle biblioteche situate sul retro dello studio di Irina Boczow dopo il ritorno a Budapest per la seconda volta.
De Vermis Mysteriis è una canzone di Flint Glass, l'atto di Industrial Music.
Nella serie di romanzi visivi / anime / manga Demonbane, De Vermis Mysteriis appare come il grimorio posseduto dallo stregone lichiano Tiberio.
C'è un riferimento a "De Vermis Mysteriis" nel film del 2004, Hellboy.
De Vermis Mysteriis è il titolo del concept album 2012 degli High on Fire.
Sia il De Vermis Mysteriis che Ludvig Prinn vengono citati anche da Stephen King nel suo romanzo "Revival".
Nel videogioco The Witcher 2: Assassins of Kings, un libraio della città di Flotsam parla del "De Vermis Mysteriis".